# آشپزی اتیوپی

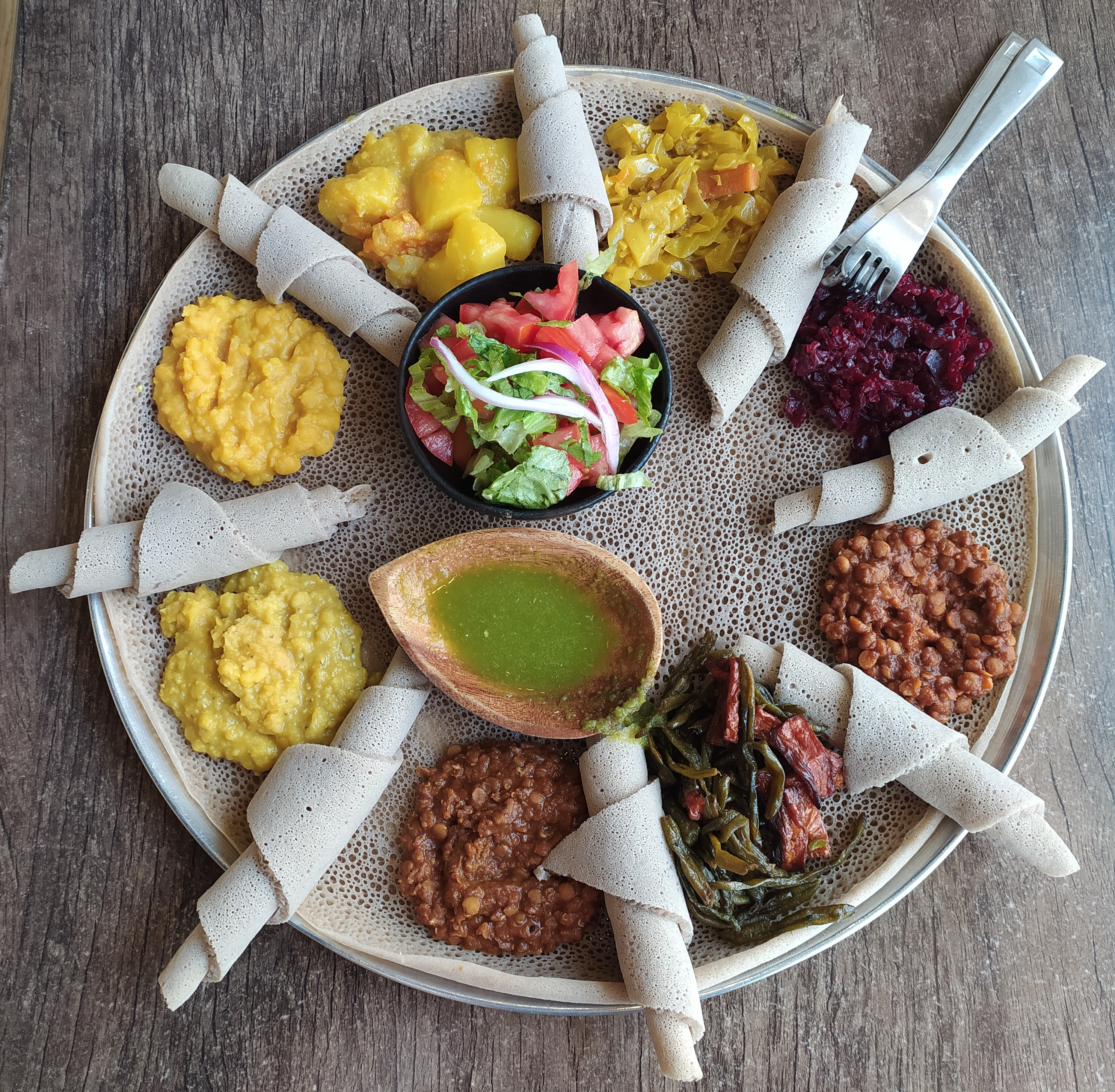
بیاینتو: این غذا شامل اینجرا و چندین نوع وت (خورش) است که در آشپزی اتیوپی رایج است.

موقعیت اتیوپی

غذاهای اتیوپیایی به‌طور مشخص از غذاهای گوشتی سبزیجات و اغلب بسیار تند تشکیل شده است. این غذا معمولاً به شکل وت است، یک خورش غلیظ، که بر روی اینجرا سرو می‌شود (امهری: እንጀራ) یک نان تخت با خمیر ترش، که قطر آن حدود ۵۰ سانتیمتر (۲۰ اینچ) است و از آرد تف تخمیر شده تهیه می‌شود. مردم اتیوپی معمولاً با دست راست خود غذا می‌خورند و از تکه‌های اینجرا برای برداشتن لقمه‌های خوراکی و مخلفات استفاده می‌کنند.
کلیسای ارتدوکس تواهدو اتیوپی تعدادی دوره روزه داری را تجویز می‌کند که به عنوان تسوم شناخته می‌شود (گعز: ጾም ṣōm) شامل تمام چهارشنبه‌ها و جمعه‌ها و کل فصل چله روزه (شامل پانزده روز خارج از روزه) می‌شود. طبق سنت ارتدوکس شرقی، مؤمنان نمی‌توانند در طول روزه داری هر نوع فرآورده حیوانی (از جمله لبنیات و تخم مرغ) مصرف کنند؛ بنابراین، غذاهای اتیوپی شامل بسیاری از غذاهای گیاهی است.

## قهوه

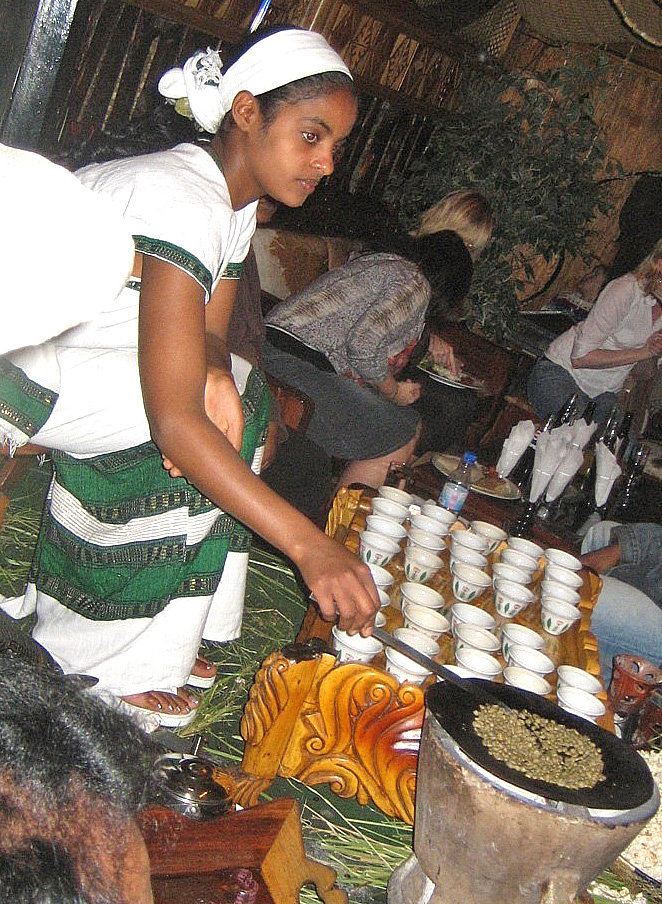
یک زن اتیوپیایی در حال برشته کردن قهوه در مراسم سنتی قهوه

طبق برخی منابع، نوشیدن قهوه (بونا) احتمالاً از اتیوپی سرچشمه گرفته است. یک نوشیدنی ملی کلیدی، که بخش مهمی از تجارت محلی است.
مراسم قهوه، سرو سنتی قهوه است که معمولاً بعد از یک وعده غذایی بزرگ برگزار می‌شود. اغلب شامل استفاده از جبنا، که یک قهوه جوش سفالی است که قهوه را در آن می‌جوشانند. تهیه‌کننده دانه‌های قهوه را در مقابل مهمانان برشته می‌کند، سپس به اطراف می‌رود و دود آن را در اتاق پخش می‌کند تا شرکت‌کنندگان بتوانند عطر قهوه را امتحان کنند. سپس تهیه‌کننده دانه‌های قهوه را در یک ابزار سنتی به نام موکچا آسیاب می‌کند. قهوه را داخل جبنا ریخته و با آب می‌جوشانند و سپس در فنجان‌های کوچکی به نام سینی سرو می‌کنند. قهوه معمولاً با شکر سرو می‌شود، اما در بسیاری از مناطق اتیوپی با نمک نیز سرو می‌گردد. در برخی از نقاط کشور به جای شکر یا نمک، نیتر کیبه به قهوه اضافه می‌کنند.
اسنک‌هایی مانند ذرت بو داده یا جو برشته شده (یا کولو)، اغلب با قهوه سرو می‌شوند. در اکثر خانه‌ها، یک قسمت اختصاصی برای قهوه وجود دارد که با چمن تازه احاطه شده است و ابزار مخصوص آماده‌سازی قهوه در آنجا قرار دارد. یک مراسم کامل دارای سه دور قهوه (ابول، تنا و برکا) و همراه با کندر سوزی است.

## چای (شای)
در صورت رد شدن قهوه، به احتمال زیاد چای سرو می‌شود. چای در اتیوپی در مناطق گومارو و ووشوش کشت می‌شود.

## برگ‌های قهوه پخته شده
در سرتاسر جنوب اتیوپی، گروه‌های زیادی جوشانده برگ‌های قهوه را می‌نوشند که در شرق هراری کوتی و در غرب ماجانگ به آن کاری می‌گویند. اغلب با ادویه‌ها و طعم‌دهنده‌های مختلف مانند شکر، نمک، مربا، فلفل تند، زنجبیل درست می‌شود. سازمان ایمنی مواد غذایی اتیوپی ایمنی تزریق برگ قهوه را در اتحادیه اروپا ثبت کرده است.